# Comté de Tazewell (Virginie)
Pour les articles homonymes, voir Comté de Tazewell.
Le comté de Tazewell est un comté de Virginie, aux États-Unis.